# حملة غيبوثكوا
حملة غيبوثكوا هي جزء من الحرب الأهلية الإسبانية، حيث غزا الجيش القومي مقاطعة غيبوثكوا الشمالية التابعة لإقليم لباسك التي كانت تحت سيطرة الجمهورية.

## انتشار المعارك

### ثكنات لويولا
عانت قوات مولا في أواخر يوليو من نقص في الذخيرة (لديها فقط 26,000 طلقة ذخيرة). فأرسل إليه فرانسيسكو فرانكو إمدادات كبيرة من الذخيرة والأسلحة من إيطاليا وألمانيا عبر البرتغال (600,000 طلقة). ثم التقى به في إشبيلية، فقررا الاستيلاء على سان سيباستيان وإرون من أجل فصل الباسك عن الحدود الفرنسية في الطرف الغربي لجبال البرانس. ولكن تغير مسار الحملة عندما انقطع الطريق إلى إرون بسبب هدم جسر إندارلاتسا المؤدي إليها. وعندما علم المتمردون في بامبلونا بحصار سان سباستيان، توجهت قواتهم باتجاه سان سيباستيان، للتخفيف من حامية المتمردين، بينما تقدم طابوران لفرانكو من الغرب. ولكن استسلمت الحامية المتمردة في سان سباستيان يوم 27 يوليو، وظلت غيبوثكوا وفية تمامًا للجمهورية واستقر الوضع فيها.

### التوجه نحو إرون
استأنفت قوات ألفونسو بورليغوي تقدمها نحو إرون لعزل مقاطعات غيبوثكوا وبيسكاي وسانتاندير وأوفييدو الشمالية من مصدر الدعم والأسلحة في فرنسا. مع ذلك أبدى الموالون للجمهورية مقاومة شديدة واستمرت معركة إرون طوال شهر أغسطس 1936. وسافر القومي الباسكي تيليسفورو مونزون إلى برشلونة لطلب المساعدة من الجمهورية، لكنه حصل على 1000 بندقية فقط، وصادر أصحابه القوميون الذهب في الفرع المحلي لبنك إسبانيا لشراء أسلحة من فرنسا، ولكن في 8 أغسطس أغلقت الحكومة الفرنسية الحدود.
في 11 أغسطس استولى المتمردون على تولوسا واستولى بيورليغوي على تلال بيكوكيتا الرئيسية التي تقود إلى إرون. وبعد سقوط المعبر الحدودي، استمر في التقدم نحو سان سباستيان حتى حدود بيسكاي. وفي 17 أغسطس وصلت البارجة الحربية المتمردة España والطراد Almirante Cervera والمدمرة Velasco إلى سان سيباستيان وبدأت السفن بقصف المدينة. وبعدها قصفت قاذفات القنابل الألمانية يو 52 والطائرات الإيطالية الأخرى بشكل يومي المدن المجاورة لهونداريبيا وإرون، وكذلك سان سيباستيان، وعلاوة على ذلك قبض القوميون على القائد الجمهوري في غيبوثكوا بيريز جارمنديا.

### سقوط إرون وسان سباستيان

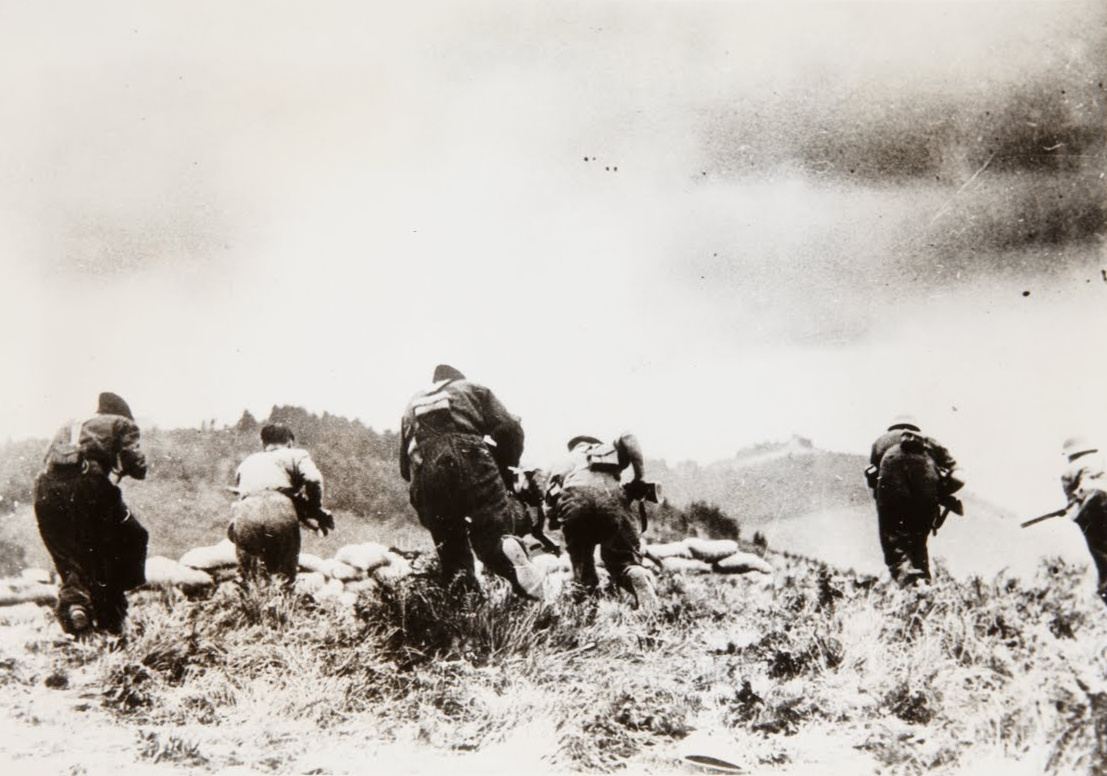
هجوم مضاد للقوات الجمهورية في محيط إرون قبل سقوطها في أيدي القوميين

بدأ بيورليغوي الهجوم على إرون يوم 26 أغسطس. فقاومت الميليشيات اليسارية والقوميين الباسك سيئي التسليح وقليلي التدريب مقاومة شجاعة لكنها لم تستطع صد اندفاع المتمردين، فتغلبوا عليهم بعد معارك دامية: ففر الآلاف من المدنيين ورجال المليشيات في حالة ذعر عبر الحدود الفرنسية في 3 سبتمبر 1936. كانت المدينة محتلة في ذلك اليوم. أصيب بيورليغي بجروح وتوفي بعد شهر.
غضب الفوضويون المنسحبون بسبب افتقارهم إلى الذخيرة، وأحرقوا أجزاء من المدينة. تبع القوميون ذلك مع الاستيلاء على سان سباستيان في 13 سبتمبر. لا يزال بإمكان الجنرال المحتضر بورليغي أن يترأس موكب القوات المتمردة اليمينية المتطرفة المنتصرة التي دخلت المدينة دون قتال.
فر عدد كبير من سكان المدينة البالغ عددهم 80 ألفًا أثناء نزوح جماعي باتجاه بسكاي. حدد الصحفي الميداني البريطاني جورج ستير عدد السكان المذعورين الذين فروا إلى بلباو بـ 30,000 شخص. رتب مسؤولو حزب الباسك القومي الإخلاء المنظم النهائي للمدينة قبل سقوطها، مما أدى إلى إعاقة الفوضويين قليلي العدد الذين خططوا لإحداث الفوضى.
على الرغم من إجلائهم، فقد قُتل حتى سنة 1943 من المدنيين 485 شخصًا نتيجة لمحاكمات زائفة قامت بها قوات المتمردين الإسبانية في أعقاب احتلال المدينة، ولكن خلال الأشهر الأولى من الاحتلال، قُتل ما يقرب من 600 في باسيوس (إعدامات خارج نطاق القضاء). من بينهم استشهد ستير بإعدام سبعة عشر كاهنًا من المتعاطفين مع الباسك القومية. كما واجه عمدة المدينة الإعدام بإجراءات موجزة.
كان سقوط إرون بمثابة ضربة قاسية للجمهورية، وبشكل خاص للمنطقة الشمالية التي ظلت مخلصة، لأنها أغلقت جميع الاتصالات البرية مع فرنسا وتركتها معزولة أكثر مما هي فيه. لذلك قرر المتمردون الاستيلاء على سان سيباستيان، والتي بسبب افتقارها إلى الدفاعات الطبيعية سقطت بسقوط إيرون؛ وتم ذلك أخيرًا في 12 سبتمبر. ثم تقدم المتمردون القوميون غربًا. ولكن الجمهوريين أوقفوهم لبضعة أيام في جبل بورونتزا، لكنهم استمروا في اندفاعهم حتى الأطراف الخارجية لبسكاي (إنتكسورتا). حيث هناك مقاومة القوات الباسكية الموالية للجمهورية، ومدعومة بـ 8000 بندقية تم تهريبها في أقصى الحدود إلى سانتاندير في 24 سبتمبر، وأدت تلك المقاومة إلى استنفاد القوميين، لهذا أمر الجنرال مولا في 12 أكتوبر بوقف التقدم، مع إبقاء جميع مناطق غيبوثكوا تقريبًا تحت سيطرته. فأنهوا حملتهم حتى البدء الحرب في الشمال.

## مابعد احتلال المقاطعة
تمكن القوميون من احتلال 1,000 ميل مربع من التضاريس والعديد من المصانع. علاوة على ذلك قطعوا حدود الباسك عن فرنسا المتعاطفة معها. فأرسل وزير الدفاع الجمهوري إنداليسيو برييتو الأسطول الجمهوري إلى الموانئ الشمالية لمنع المتمردين من حصارها. وبعد الاحتلال في شهر سبتمبر شكل المتمردون لجنة الإدارة التي تضم الفصائل المشاركة في التمرد العسكري مثل الكارليون والفلانخي وغيرهم. وبعد الاستيلاء على سان سباستيان تم منع التحدث بلغة الباسك. تبع الاحتلال قمع شديد ضد الشخصيات والأفراد غير الملائمين. وقد استهدف رجال الدين الباسك بشكل خاص وتعرضوا للتعذيب والإعدام السريع بسبب روابطهم العائلية و / أو قربهم من مؤيدي أفكار قومية الباسك. بشكل عام تم البحث عنهم وفقًا للقوائم السوداء الموضوعة معًا في بامبلونا. على الرغم من الاحتجاجات الداخلية العرضية داخل التسلسل الهرمي الكنسي، إلا أنها لم ترتفع عاليا. تم اتخاذ قرار تطهير واسع النطاق لرجال الدين في غيبوثكوا في الدوائر العسكرية والكنسية العليا. وقام المحتلون أيضًا بتطهير المجلس الإقليمي (Diputación/Aldundia) مما أدى إلى طرد 1051 موظفًا وموظفًا وعمال، 123 منهم من مشغلي السكك الحديدية.
تجلت الكراهية الكامنة وراء القمع من خلال اغتيال خوسيه أريزتيمونيو «آيتزول» (الكاهن والشخصية الرئيسية في النهضة الثقافية الباسكية خلال السنوات السابقة) الذي تعرض للتعذيب وإطلاق النار في 18 أكتوبر في مقبرة هرناني إلى جانب رهبان ومدنيين آخرين قتلوا عند فرارهم.